# Paramara

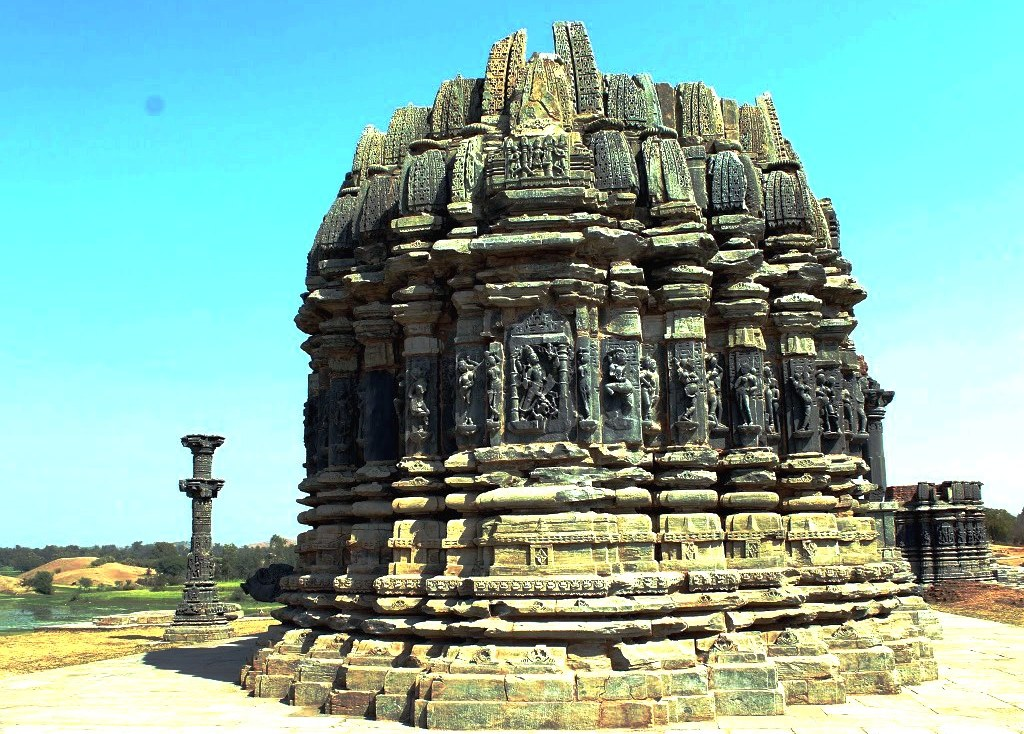
Tempelruine in Arthuna

Die Paramara (auch: Pavar, Parmar) waren eine mittelalterliche Herrscher-Dynastie im Nordwesten Indiens (8.–14. Jh.).

## Geschichte
Die Paramara gehörten ursprünglich zum Gurjara-Stamm der Thar-Wüste und wurden in der Feuerreinigungszeremonie am Berg Abu (ca. 747) zusammen mit den Pratihara, Chauhan u. a. zu vollwertigen Adligen erhoben. Seitdem zählen sie zu den Rajputen des Agnivamsa, d. h. Feuerclans, was sich auch in ihren Inschriften spiegelt. Mit der Ausdehnung der (Gurjara-)Pratihara in Nordindien konnten sich die Paramara unter Krishnaraja ca. 792/825 in Malwa (heute westliches Madhya Pradesh) festsetzen.
Zunächst mussten sie sich der Angriffe der Rashtrakuta erwehren bzw. diese auch als Oberherren anerkennen. Im Jahre 972 gelang es jedoch Siyaka II. Harshasimha (reg. 948–974), den Rashtrakuta-Kaiser Amoghavarsha IV. zu besiegen, ihn zu töten und seine Hauptstadt Manyakheta zu plündern. Es folgte der Sturz der Rashtrakuta durch deren Gouverneur Tailapa Ahavamalla (reg. 973–997), der das Chalukyareich wiederherstellte. Tailapa vermochte zudem die Paramara zurückzudrängen und ihren König Vakpati II. Munja (reg. 974–995), einen Sohn von Siyaka II., gefangen zu nehmen und ihn im Jahr 995 hinrichten zu lassen.

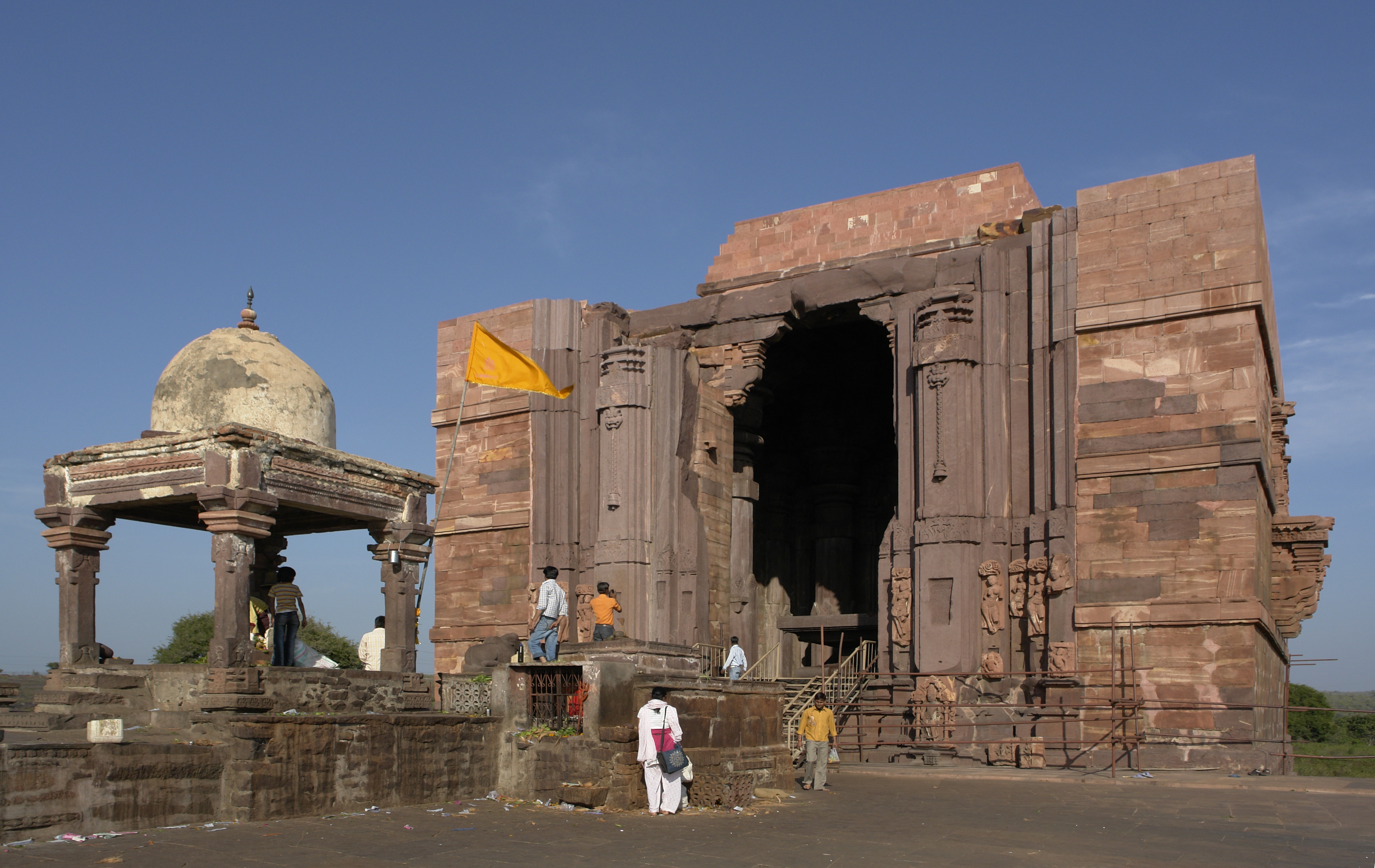
Shiva-Tempel in Bhojpur

Vakpatis Bruder und Nachfolger Sindhuraja Navasahasanka (reg. 995–1010/21) stellte das Paramara-Reich wieder her. Seinen Höhepunkt erlebte es unter seinem Sohn Bhoja I. (reg. 1010/21–1065), der als eine Art idealer Hindukönig gilt. Bhoja hat bis heute einen hervorragenden Ruf als Verfasser anspruchsvoller Literatur und von Enzyklopädien (Medizin, Architektur usw.), selbst wenn ein Teil seiner Arbeit sicherlich anonymen Mitarbeitern zuzuschreiben ist. Er war mit den Shilahara-Königen (im Raum Bombay) verbündet und ordnete sich die Solankis in Gujarat unter, deren berühmter Wallfahrtsort Somnath im Jahr 1026 von den Moslems unter Mahmud von Ghazni geplündert worden war. Als er die Vormacht in Nordindien anstrebte, wurde er von einer Allianz der Nachbarfürsten (dem Kalachuri Karna, dem Chalukya Someshvara I., dem Chandella Kirtivarman und dem Solanki Bhima I.) besiegt und kam bei der Eroberung seiner Hauptstadt Dhara ums Leben. Das Reich erlitt dadurch eine Periode der Schwäche, die durch Thronstreitigkeiten verstärkt wurde. 
Die Beteiligung an der Allianz gegen den Kalachuri Karna (um 1070) erlaubte es Bhojas Nachfolgern Lakshmidhara und Udayaditya, das Paramara-Reich noch einmal herzustellen und den Nilakantha-Tempel in Udaipur zu errichten. Mit der Gefangennahme des Paramara Yasovarman (ca. 1136/37) begann jedoch der Aufstieg der Solanki (auch: Chaulukya) von Gujarat und das Reich zerfiel in Kleinstaaten. Im 13. Jahrhundert bedrohten die Moslems Malwa und im Jahr 1234 eroberte der Sultan Iltutmish das Land bis Ujjain. Im letzten Jahrzehnt des Jahrhunderts nahmen schließlich die Sultane die Expansion wieder auf. Der letzte Paramara-König Harananda wurde im Jahr 1305 von einer Armee des Delhi-Sultans Ala ud-Din Khalji unter dem Statthalter 'Ain-ul-Mulk von Multan beseitigt. 

## Bauten
Die Könige und hohen Beamten der Paramara-Dynastie bauten zahlreiche Jain- und Shiva-Tempel (z. B. in Arthuna oder in Bhojpur); diese wurden jedoch im 13./14. Jahrhundert von islamischen Heereseinheiten zerstört. Auch große Anlagen zur Wasserregulierung wurden errichtet (z. B. Mithi-Vav-Stufenbrunnen).

## Paramara-Könige
in Ujjain:
- Upendra Krishnaraja (ca. 792/825)
- Vairisimha I.
- Siyaka I.
- [unbekannt]
- Vakpati I. (ca. 900)
- Vairisimha II. (ca. 919–948, abged.)
- Siyaka II. Harshasimha (948–974, abged.)
- Vakpati II. Munja (974–995)
- Sindhuraja (995–1010/21)
- Bhoja I. (1010/21– ca. 1065)
- Jayasimha I. (–1069)
- Udayaditya (1070–1087)
- Lakshmanadeva (Jugga Deva, 1087–1094)
- Naravarmandeva (ca. 1094–1133)
- Yaso Varman (1133–1142)
- Jaya Varman I (1142–1143)
- Ballaha (1143–1150/1)
  - (1150–1175 Solanki-Statthalter Rajyapala)
- Vindhya Varman (1175–1194)
- Subhata Varman (1194–1209)
- Arjuna Varman I. (1210–1215/8)
- Deva Pala (1215/8–1238)
- Jaitugi Deva (1239–1255)
- Jayasimha II. (Jayavarman, 1255–1274)
- Arjuna Varman II. (1274–128?)
- Bhoja II. (ca. 1283)
- Mahlaka Deva (129?–XI.1305)

Nebenlinie in Bhopal:
- Lakhmi Varman ca. 1144 (Sohn Yasovarmans)
- Harischandra ca. 1157/78
- Udaya Varman ca. 1189

Eine weitere Nebenlinie existierte 9.–12. Jh. in Vagada.